# Jang Mi-inae
Jang Mi In-Ae (28 de mayo de 1984) es una actriz surcoreana. 

## Biografía
Protagonizó las comedias Nonstop y Soulmate, así como los dramas Dear My Sister y Missing You.
En 2013  fue investigada y posteriormente acusada por el uso ilegal del narcótico propofol.
El Tribunal Central de Distrito de Seúl la encontró culpable de tomar propofol 410 veces en seis años (o 5.6 veces al mes), y fue condenada a ocho meses de prisión, suspendida por dos años.

## Filmografía

### Series
| Año  | Título             | Papel       | Red    |
| ---- | ------------------ | ----------- | ------ |
| 2003 | Nonstop 4          |             |        |
| 2004 | Nonstop 5          |             |        |
| 2005 | Rainbow Romance    |             | MBC    |
| 2005 | Super Rookie       |             |        |
| 2006 | Soulmate           |             |        |
| 2007 | A Happy Woman      | Jo Ha-young | KBS2   |
| 2008 | Crime, Temporada 2 | Jung Ha-na  | Dramax |
| 2011 | Dear My Sister     | Han Bok-hee | KBS2   |
| 2012 | Missing You        | Kim Eun-joo | MBC    |

### Cine
| Año  | Título      | Papel      |
| ---- | ----------- | ---------- |
| 2006 | Almost Love | Kim Ji-min |
| 2010 | Origin      |            |
| 2012 | 90 Minutes  | Hye-ri     |

### Espectáculo de variedades
| Año  | Título          | Red | Notas        |
| ---- | --------------- | --- | ------------ |
| 2006 | Show!Music Core | MBC | presentadora |

### Vídeos musicales
| Año  | Título de la canción | Artista  |
| ---- | -------------------- | -------- |
| 2004 | "Angel Song"         | Daylight |
| 2004 | "Secret"             | Daylight |
| 2004 | "Incurable Disease"  | Wheesung |
| 2005 | "Happiness"          | Gavy NJ  |
| 2005 | "I'll Still Live"    | Gavy NJ  |
| 2005 | "Love All"           | H7       |
| 2005 | "Summer Dream"       | H7       |
| 2005 | "Rebirth"            | Eru      |